# 148. pr. Kr.
◄ | 3. stoljeće pr. Kr. | 2. stoljeće pr. Kr. | 1. stoljeće pr. Kr. | ►
◄ | 170-ih pr. Kr. | 160-ih pr. Kr. | 150-ih pr. Kr. | 140-ih pr. Kr. | 130-ih pr. Kr. | 120-ih pr. Kr. | 110-ih pr. Kr. | ►
◄◄ | ◄ | 151. pr. Kr. | 150. pr. Kr. | 149. pr. Kr. | 148 pr. Kr. | 147. pr. Kr. | 146. pr. Kr. | 145. pr. Kr. | ► | ►►
Astronomija

## Smrti
- Masinisa, prvi kralj Numidije

## Vanjske poveznice
|  | Zajednički poslužitelj ima još gradiva o temi 148. pr. Kr. |